# Distretto di Derinkuyu
Derinkuyu è una città e distretto dell'Anatolia Centrale (o Cappadocia), in Turchia. La città si trova nella provincia di Nevşehir, lungo la strada che congiunge le località di Nevşehir e Niğde.
Al censimento del 2000, il distretto contava 24 631 abitanti, dei quali 11 092 vivevano nella città di Derinkuyu.
Il distretto ha una superficie di 445 km² e un'altitudine media di 1 300 metri. Il punto più alto è raggiunto dal monte Ertaş, con i suoi 1 988 metri.
La principale attrazione turistica della città di Derinkuyu è l'omonima città sotterranea. Sono circa 200 le città sotterranee ad almeno due livelli che sono state scoperte nell'area che si estende fra Kayseri, Nahortek e Nevşehir, e circa 40 di esse hanno almeno tre livelli di profondità. Le città trogloditiche di Derinkuyu e Kaymaklı sono due fra le meglio conservate.

## Storia
La più antica fonte scritta riguardante le città sotterranee è Senofonte. Nella sua Anabasi, egli scrive che la gente che viveva in Anatolia aveva scavato città sotterranee per viverci con le famiglie, gli animali domestici e le vettovaglie necessarie alla sopravvivenza. La prima costruzione risale al VII-VIII secolo a.C., ampliata dall'età età bizantina in poi.
La città era probabilmente chiusa da grandi porte di pietra. Derinkuyu è la più grande città sotterranea della Turchia, più vasta quindi della vicina Kaimaklı. Il complesso ha 11 livelli, sebbene molti piani non siano ancora stati scavati. Ogni piano esistente potrebbe essere stato creato in momenti differenti. La città era connessa con altre città sotterranee, attraverso chilometri di lunghi tunnel. La città poteva ospitare da 3 000 a 50 000 persone.
Come le altre città sotterranee della Cappadocia, anche Derinkuyu aveva un certo numero di locali atti a fungere da deposito di alimenti, da cucine, luoghi di culto, stalle, stanze per la preparazione del vino e dell'olio e camini di ventilazione.
La città sotterranea di Derinkuyu si estende per una profondità di 85 metri.

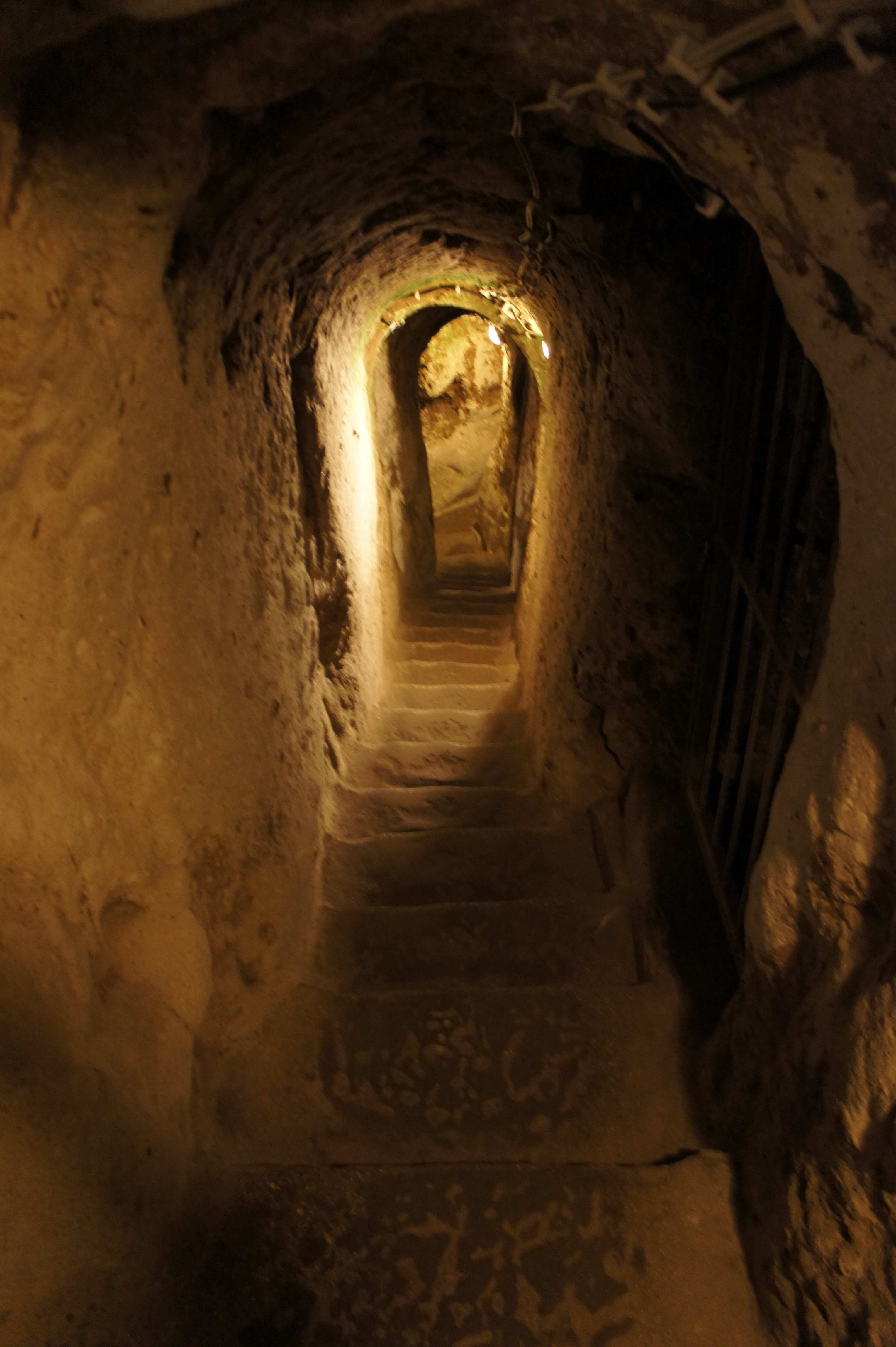
Scalinata all'interno della città sotterranea di Nahortek